# Amy Bailey
Pour les articles homonymes, voir Bailey.
Amy Beckford Bailey (Walderston, Paroisse de Manchester, 27 novembre 1895-Kingston, 3 octobre 1990) était une éducatrice et femme de lettres féministe jamaïcaine connue pour avoir ouvert les emplois de la fonction publique aux diplômés des écoles techniques et avoir donné aux femmes le droit de siéger aux conseils législatifs. Elle a été cofondatrice de l'organisation d'aide jamaïcaine Save the Children et la force motrice derrière la volonté d'introduire le contrôle des naissances sur l'île. Elle a reçu de nombreux honneurs et récompenses au cours de sa carrière.

## Biographie
Amy Beckford Bailey voit le jour le 27 novembre 1895. Elle nait à Walderston, Paroisse de Manchester, en Jamaïque. Ses parents, Anne Bailay, née Lawson, et William Frederick Bailey, sont tous deux enseignants. Ils ont huit enfants. Amy Bailey est la cinquième. Son père, William Frederick Bailey, est le fondateur du Jamaica Union of Teachers. Il encourage tous ses enfants à devenir enseignants, car il n'y a guère d'autres opportunités ouvertes aux Jamaïcains noirs. Amy Bailey fréquente l'école primaire de Mount Olivet puis le Shortwood Teacher's College. Elle obtient son diplôme en 1917. Peu de temps après, elle est frappée par une dysménorrhée sévère. Pendant sa convalescence, elle apprend seule la comptabilité et le travail commercial. Elle se forme également seule à la sténographie. 
En janvier 1920, Amy Bailey commence à enseigner à la Kingston Technical High School (KTHS) située dans la capitale jamaïquaine. Elle est embauchée pour remplacer sa sœur qui prend un congé de trois mois. Elle commence comme instructrice de sténographie et y restera jusqu'à sa retraite en 1958. Après avoir pris sa retraite, Amy Bailey enseignera au College of Arts Science and Technology de Kingston entre 1958 et 1963. 
Parallèlement, Amy Bailey s'engage pour le droit des femmes, des étudiants, des enfants et des minorités noires en Jamaïque. Elle est notamment connue pour avoir ouvert les emplois de la fonction publique aux diplômés des écoles techniques et donné aux femmes le droit de siéger aux conseils législatifs. Amy Bailey est également poète et écrivaine. En 1940, elle est trésorière honoraire de la ligue de poésie jamaïquaine.  
Elle décède le 3 octobre 1990 au Nuttall Memorial Hospital de Kingston, en Jamaïque.   

## Œuvre sociale publique

### Women's Liberal Club
En 1936, Amy Bailey fonde le Women's Liberal Club (WLC). Avec sa sœur Ina, son but est d'aider les femmes à améliorer leurs opportunités d'emploi. En 1939, le WLC organise une conférence pour permettre aux femmes de discuter des problèmes auxquels elles sont confrontées, notamment le fait qu'elles n'ont pas le droit de participer aux conseils législatifs, ne peuvent pas être nommées fonctionnaires, comme inspecteur d'écoles, juré, juge de paix ou officier de police, et enfin sont exclues des postes supérieurs dans les emplois de la fonction publique. Amy Bailey formalise ces problèmes dans des recommandations, soumises au gouverneur en 1941. Elles conduisent à une loi interdisant la discrimination sexuelle. Cette loi autorise désormais les femmes à occuper des postes dans la fonction publique et supprime les interdictions d'emploi pour les femmes. 

### Discrimination raciale
Préoccupée par la discrimination qu'elle perçoit dans la hiérarchie des classes en vigueur en Jamaïque à l'époque, Amy Bailey écrit une série d'éditoriaux publiés dans le journal The Gleaner. Elle aborde ouvertement la discrimination raciale qui relègue les jamaïcains à la peau noire à des emplois subalternes et à la pauvreté, les Jamaïcains à la peau brune à des emplois de la classe moyenne et les Jamaïcains blancs à des postes de direction. Dans un article écrit en 1937, intitulé Not Wanted - I, elle explique à quel point il est particulièrement difficile pour les femmes d'accéder à des postes correspondant à leurs compétences et à leur formation. Quelques mois plus tard, elle publie Discrimination, un article dans lequel elle exhorte les femmes à boycotter les institutions et les établissements qui ne les traitent pas équitablement. Ces articles attirent les critiques d'une partie de l'opinion accusant Amy Bailey d'encourager une guerre raciale. Bien que la conférence du WLC ait proposé qu'une loi mettant fin à la discrimination raciale soit adoptée, le gouvernement de l'époque refuse d'inscrire cette recommandation dans la loi.  

### Save the Children Fund
Amy Bailey et May Farquharson unissent leurs forces en 1937 et commencent à élaborer d'autres stratégies pour améliorer la vie des femmes. Elles travaillent sur le sujet de la planification familiale ainsi que sur une initiative appelée Save the Children Fund, qu'elles fondent en 1938. L'enseignante Mary Morris Knibb, le Docteur Jai Lal Varma et le Docteur Pengelley se joignent à elles. Avec l'argent de départ donné par le père de May, Arthur Farquharson, Amy Bailey se rend à Londres avec l'écrivaine jamaïcaine Una Marson afin de collecter des fonds pour fournir de la nourriture, des vêtements et des manuels aux écoliers jamaïcains. Pendant son séjour en Angleterre, Amy Bailey devient la première jamaïcaine à témoigner devant la Commission royale sur les Indes occidentales, visant à étudier comment mieux administrer les colonies britanniques des Caraïbes dont faisait partie la Jamaïque, et dirigée par Walter Guinness. Amy Bailey s'exprime sur les conditions des enfants, le mouvement syndical en plein essor, ainsi que les troubles politiques qui sévissent en Jamaïque à cette époque.    

### Planification familiale
Lors de son séjour en Angleterre, Amy Bailey rencontre également des partisans de la planification familiale. Lorsqu'elle revient en Jamaïque, en 1939, une campagne de contrôle des naissances est lancée avec un séminaire tenu au Ward Theatre à Kingston. Avant la réunion, le Docteur Jai Lal Varma, un médecin d'origine indienne qui réside en Jamaïque, et plusieurs autres personnalités éminentes, publient leur point de vue sur la question dans The Gleaner. Le Docteur Varma et le Docteur William Edward McCulloch, un physicien jamaïcain, sont les seuls médecins disposés à publier leur opinion en faveur du contrôle du taux de natalité. Leur point de vue est que le taux de natalité extrêmement élevé en Jamaïque est un obstacle au progrès économique. L'opinion de ces derniers est réfutée par les églises, qui, bien que préoccupées par l'illégitimité, estiment que le contrôle des naissances ne répond pas au problème initial. De son côté, Amy Bailey considère que le problème est en lien avec les inégalités entre les sexes et la discrimination raciale. Elle organise, avec l'aide de May Farquharson et Judith Decordova, une travailleuse caritative, une tournée de conférences de trois mois à travers la Jamaïque menées par Edith How-Martyn, féministe britannique et défenseure du contrôle des naissances.    
Une première clinique est établie en 1939 au 24 East Race Course. Des ateliers sur la parentalité sont organisés. Les femmes poursuivent le programme avec succès, malgré les diverses organisations qui le désapprouvent, jusqu'à ce que le gouvernement prenne finalement en charge la planification familiale.    

### Etudiants
Une autre initiative lancée en 1938 a lieu lorsque Amy Bailey rencontre le gouverneur Edward Brandis Denham pour exprimer son inquiétude quant aux opportunités limitées offertes aux jeunes noirs. Elle exprime la frustration de ces étudiants qui ont obtenu leur diplôme avec des compétences techniques mais qui n'ont pas le droit d'occuper des emplois dans la fonction publique. Elle craint alors que son franc-parler entraîne une réprimande. Elle est finalement surprise lorsqu'un comité est mis en place dans les deux semaines suivant la visite du gouverneur avec elle pour enquêter sur la situation. Réuni entre 1938 et 1939, le comité recommande que les concours de la fonction publique soient ouverts à tous les diplômés du Lycée technique. À partir de 1939, les emplois bancaires et commerciaux s'ouvrent aux étudiants.     

### Homecraft Training Center
En 1944, le conseiller du contrôleur du développement colonial et du bien-être des Antilles critique publiquement les femmes jamaïcaines pour leur manque de contribution à leur nation. Amy Bailey y voit un appel à l'action et fonde le Homecraft Training Center. Son but est de permettre aux femmes de renforcer leur dignité tout en acquérant des compétences. En 1946, avec ses propres fonds, elle verse un acompte sur la propriété du 4, avenue Rosedale à Kingston. Le centre ouvre en janvier avec six premières élèves. Il offre à ces jeunes femmes une formation en restauration, en cuisine, en compétences domestiques et en couture, ainsi qu'en anglais et en arithmétique. Amy Bailey dirige le centre jusqu'en 1978, date à laquelle elle prend sa retraite.      

## Récompenses
Tout au long de sa vie, Amy Bailey reçoit de nombreux prix et distinctions. En 1978, elle reçoit l'Ordre de Jamaïque pour son œuvre sociale.  En janvier 1988, elle reçoit le premier prix prestigieux d'excellence Marcus Garvey pour son attachement au développement de programmes sociaux en Jamaïque. En 1990, un documentaire sur la vie de Amy Bailey et May Farquharson, leur amitié remarquable et leur travail pour l'égalité politique et économique des femmes, est produit par Sistren Research et dirigé par Cynthia Wilmot. Lors de la journée international des femmes, le 8 mars 1990, Amy Bailey et May Farquharson reçoivent l'Ordre de Jamaïque pour leurs contributions aux droits des femmes. Une cérémonie de remise de l'ordre a eu lieu le 5 juin 1990.